# Berliner Gitarrenschule

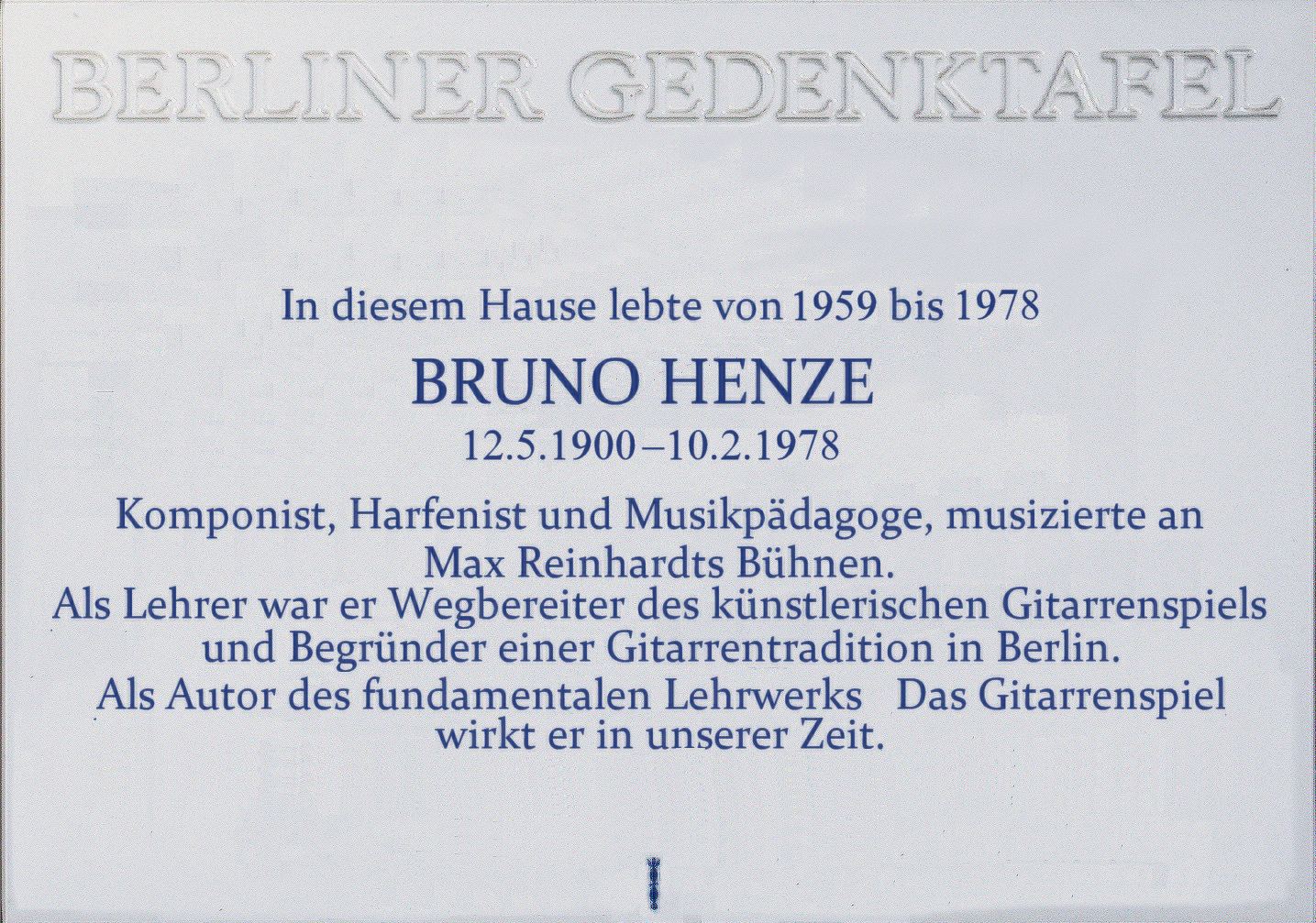
Berliner Gedenktafel für Bruno Henze

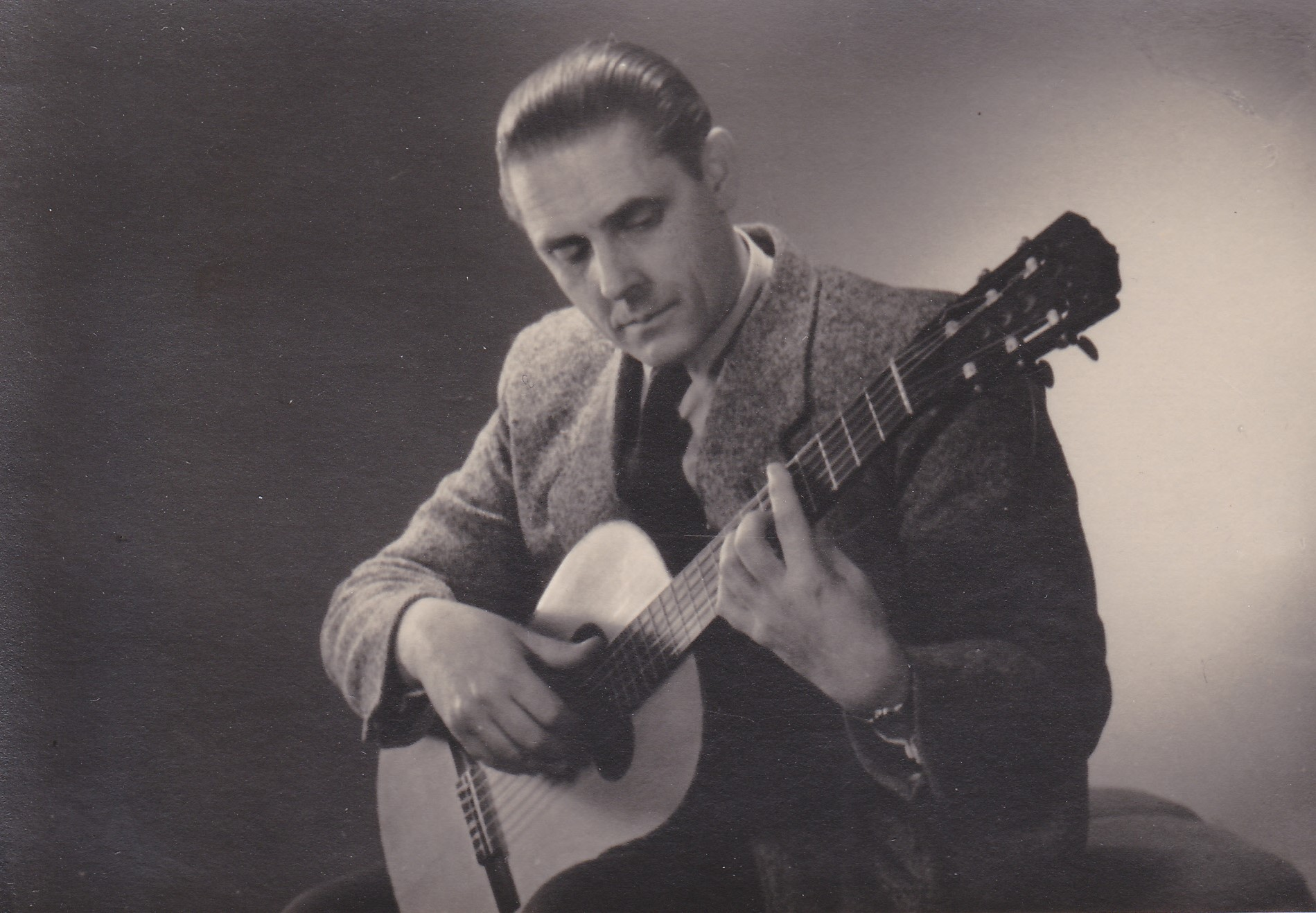
Bruno Henze um 1950 mit Gitarre von Celestino Méndez

Die Berliner Gitarrenschule ist eine auf den Berliner Gitarristen Bruno Henze (1900–1978) zurückgehende Strömung in der klassischen Gitarrenmusik. Sie gilt als eine der bedeutendsten Gitarrenschulen im deutschen Sprachraum.

## Geschichte
Der in West-Berlin lebende Bruno Henze veröffentlichte ab 1950 sein siebzehnbändiges Lehrbuch Das Gitarrespiel beim Friedrich Hofmeister Musikverlag in Leipzig, welches zum Standardwerk der Gitarrenpädagogik in der DDR wurde und auch in der Bundesrepublik Deutschland geschätzt wurde. Sein Vater Carl Henze wurde zur Jahrhundertwende von den technischen und klanglichen Innovationen des spanischen Gitarristen Francisco Tárrega und seines Schülerkreises beeinflusst. Er nahm in Paris bei Auguste Zurfluh Unterricht, einem Schüler von Miguel Llobet, der seinerseits bei Tárrega gelernt hatte. Bruno Henze bildete in 1932–1949 gemeinsam mit Willi Schlinske, Gerhard Tucholski und Erich Bürger das Berliner Gitarrenquartett.
Seine musikpädagogische Arbeit zahlte sich in der Ausbildung fähiger Gitarristen, allen voran Erich Bürger als Dozenten am Stern’schen Konservatorium (ab 1966 der Universität der Künste einverleibt) und später Dieter Rumstig, aus. Dieter Rumstig und Bürgers Schüler Werner Pauli hatten maßgeblichen Anteil an der Entwicklung des Unterrichtsfachs Gitarre an der Hochschule für Musik „Hanns Eisler“ Berlin. Rumstig und seine Ehefrau Barbara Richter unterrichteten den Jazz-Gitarristen Uwe Kropinski und die Neue-Musik-Gitarristen Thomas Blumenthal und Thomas Bruns. Zu Paulis Schülern gehört der Musiker Klaus Feldmann, der mit seinem Bruder Rainer Feldmann im Duo konzertierte. An der Universität der Künste Berlin wirkten als Lehrbeauftragte der Henze-Schüler Bernd Romahn (* 1944) sowie Klaus-Michael Krause und der italienische Gitarrist und Komponist Carlo Domeniconi, beide Schüler von Erich Bürger.
Auch Adalbert Quadt lernte bei Bruno Henze Gitarre und gab sein Wissen u. a. an Jürgen Klatt (1935–1995) sowie Klaus Seyfert (1930–2003) und Sonja Seyfert, geborene Krause (* 1937, war 1969–2000 Gitarrenlehrerin an der Musikschule Neukölln) weiter, deren Schüler Thomas Schulz (* 1957, war 2002–2022 Fachbereichsleiter Zupfinstrumente und Alte Musik an der Musikschule Steglitz-Zehlendorf) wurde.
Henzes ehemaliger Schüler Friedhelm Steltner (1930–2023) lehrte über Jahrzehnte an der Hochschule für Musik und Theater Rostock. Dessen Schüler Frank Hill spielte im Gitarrenduo mit Thomas Günther, lehrte an der Hochschule für Musik „Hanns Eisler“ Berlin und war ab 2009 Honorarprofessor an der Hochschule für Musik „Carl Maria von Weber“ Dresden; er edierte selbst ein mehrbändiges Lehrwerk. Steltners Schülerin Brita Rehsöft (* 1971) konzertierte im Gitarrenquartett Chanterelle.
Henzes Einfluss ging über die Landesgrenzen hinaus. Seine Pädagogik etablierte sich nicht nur in Ost- und Westdeutschland, sondern auch in den Niederlanden, wo sein Schüler Hans-Lutz Niessen die Gitarristen Pieter van der Staak und Mijndert Jape am Conservatorium Maastricht förderte. Und sogar bis Australien geht der Einfluss: Der Henze-Schüler Christian Bänsch (1956–2016) lehrte 1974–2003 an der Musikschule Wedding, wo Oliver Fartach-Naini (* 1964) sein Schüler war und 2004 selbst Dozent an der Universität von Adelaide wurde.
Angesichts der vielfältigen Aktivitäten der Berliner Gitarreschule erscheint die auch von Konzertveranstaltern, der Presse und von seinem Umfeld immer wieder kolportierte Behauptung des in Berlin geborenen und dort lange ansässigen Gitarristen Siegfried Behrend, der vor Beginn seiner internationalen Karriere u. a. gemeinsame Auftritte mit Jürgen Klatt absolvierte, er habe sich sein Können selbst aneignen müssen, da es in Berlin keinen Gitarrenlehrer gegeben hätte, der einem „zielstrebigen Musiker
hätte gerecht werden können“ als wenig plausibel und als Versuch, sich aus Vermarktungsgründen als autodidaktisches Naturtalent zu inszenieren.